# Bomberman Land Touch!
Bomberman Land Touch!, conocido en Japón y Corea del Sur como Touch! Bomberman Land, es un videojuego de puzles protagonizado por Bomberman y desarrollado por Hudson Soft para Nintendo DS.
Bomberman Land Touch! es el primer videojuego de Bomberman perteneciente a la saga Bomberman Land, en llegar de forma oficial al mercado fuera de Japón y el primero en utilizar el diseño de la cabeza de Bomberman encontrado en la mayoría de los títulos de Bomberman. A su vez el juego es un spin-off dentro de los juegos pertenecientes a Bomberman, el cual está enfocado a unos cuantos minijuegos relacionados en torno a los juegos de Bomberman. El control principal del juego es mediante la pantalla táctil.

## Trama
En el modo historia, el jugador toma el papel de Blanco Alegre, quien es invitado a la Isla Bomber por su amigo Oro Gigante junto con sus otros amigos: Rosa Linda, Negro Guay, Ratón B. Verde y Azul Crío. El modo historia gira en torno a sí mismo un parque temático, con cuevas, acuarios y montañas que dividen a las cinco zonas en el juego, siendo el objetivo de Blanco Alegre convertirse en el "Rey Pirata" de la Isla Bomber.

## Modos de juego

### Modo Historia
El Modo Historia cuenta con más de 30 minijuegos que deben ser completados en toda la Isla Bomber. Según Blanco Alegre va ganando en las diversas atracciones, va consiguiendo diversos objetos con los cuales puede ayudarse para acceder a áreas más lejanas del parque temático. Los trajes y bombas son de gran ayuda a Blanco Alegre para completar ciertos puzles en toda el área principal.
Como en los títulos de Mario Party donde los jugadores exploran un tablero al estilo de Monopoly, Bomberman Land Touch! tiene un gran área a explorar donde el jugador puede ir explorándola libremente, habiendo cada vez más áreas por explorar según se van desbloqueando. En este modo, el único control disponible es mediante la pantalla táctil o "modo touch!", tanto en las distintas áreas como en los minijuegos. En el área principal se requiere tocar la pantalla táctil para mover a Bomberman y pulsar en los iconos para iniciar un evento. La pantalla táctil también se utiliza para la mayoría de los minijuegos, aunque también hay minijuegos a los que se juega con el micrófono o con un control más clásico.

### Modo Atracción
Los minijuegos jugados en el Modo Historia también pueden ser jugados en este modo, pudiéndose jugar bien un jugador contra 3 CPU o bien 4 jugadores entre ellos. El modo multijugador puede jugarse mediante en línea gracias a la conexión Wi-Fi de Nintendo o mediante área local con al menos 2 Nintendo DS (una por jugador) y una copia del juego Bomberman Land Touch!.

### Modo batalla
El Modo Batalla consiste en el tradicional "todos contra todos", donde los distintos Bomberman se enfrentan entre sí en distintos laberintos abriéndose camino entre los distintos obstáculos, recogiendo power-ups y defendiéndose de otros Bomberman. Además, en este modo los jugadores compiten en "deathmach" hasta 8 amigos en conexión LAN o 4 jugadores cruzan el mundo con la conexión Wi-Fi de Nintendo. 